# Syzygium multipuncticulatum
Syzygium multipuncticulatum är en myrtenväxtart som beskrevs av Elmer Drew Merrill. Syzygium multipuncticulatum ingår i släktet Syzygium och familjen myrtenväxter. Inga underarter finns listade i Catalogue of Life.